# Brand New Day (Blood, Sweat & Tears)
Brand New Day è un album in studio del gruppo rock statunitense Blood, Sweat & Tears, pubblicato nel 1977.

## Tracce
Side 1
1. Somebody I Trusted (Put Out the Light) (Daniel Moore) – 3:56
2. Dreaming as One (David Palmer, William Smith) – 4:10
3. Same Old Blues (J.J. Cale) – 3:07
4. Lady Put Out the Light (Guy Fletcher, Doug Flett) – 4:00
5. Womanizer (Randy Sharp) – 3:50

Side 2
1. Blue Street (Randy Edelman) – 4:29
2. Gimme That Wine (Jon Hendricks) – 5:00
3. Rock & Roll Queen (A Tribute to Janis Joplin) (Bob Johnson, Phil Driscoll) – 5:10
4. Don't Explain (Arthur Herzog Jr., Billie Holiday) – 6:00
5. I'll Drown In My Own Tears (Live) (H. Glover) – 10:18
6. Gimme That Wine (Live) (Jon Hendricks) – 11:30
7. Trouble In Mind/Shake a Hand (Live) – 6:38

## Formazione

### Gruppo
- David Clayton-Thomas – voce
- Dave Bargeron – trombone
- Roy McCurdy – batteria
- Mike Stern – chitarra elettrica
- Danny Trifan – basso
- Forest Buchtell – tromba, flicorno
- Tony Klatka – tromba, flicorno
- Bill Tillman – sassofono

### Altri musicisti
- Chaka Khan – voce in Dreaming As One
- Bobby Colomby – percussioni, voce
- Tommy Morgan – armonica
- Pete Jolly – oboe
- Paul Shure – archi
- Willie Smith – voce, organo